# Нокед, Орит
Орит Нокед (ивр. אורית נוקד‎; род. 25 ноября 1952 года, Иерусалим, Израиль) — израильский политик, депутат кнессета от партии «Ацмаут» (ранее от «Аводы»).

## Биография
Орит Нокед родилась 25 ноября 1952 года в городе Иерусалим, Израиль. Проходила службу в Армии обороны Израиля, уволилась в запас по окончании службы в звании сержанта. Имеет степень бакалавра в области права. В период с 1986 по 2002 год работала юридическим советником кибуцного движения.
В 2002 году Нокед вошла в состав кнессета 15-го созыва, работала в составе подкомиссии по секретным делам и в и финансовой комиссии. В 2003 году была переизбрана в кнессет 16-го созыва, членствовала в комиссии по правам ребёнка, финансовой комиссии и комиссии по поддержке статуса женщины. В правительстве Ариэля Шарона занимала пост заместителя вице-премьера Шимона Переса, в период с января по ноябрь 2005 года.
В 2009 году заняла 13 место в партийном списке Аводы и вновь стала депутатом кнессета, так как партия получила 13 мандатов. В ходе формирования правительства получила пост заместителя министра промышленности Израиля.
В январе 2011 года вместе с несколькими другими депутатами кнессета от партии «Авода» вошла в состав новой фракции — «Ацмаут». При перераспределении министерских портфелей (после того, как все министры от Аводы покинули правительство) получила должность министра сельского хозяйства и деревенского развития Израиля.
Нокед замужем, живёт в кибуце «Шфаим», имеет троих детей. Владеет ивритом и английским языком. По профессии — адвокат.